# 禱苗代

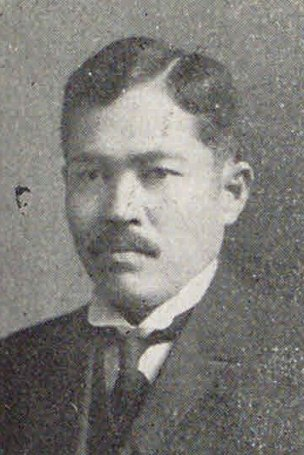
禱苗代

禱 苗代（祷 苗代、いのり しげしろ、1876年（明治9年）12月12日 - 1927年（昭和2年）5月13日）は、明治から昭和初期の教育者・弁護士・政治家。衆議院議員（立憲政友会→政友本党）。

## 経歴
鹿児島県大島郡赤尾木村（龍郷村を経て現龍郷町）で、禱朝衡、みよ の長男として生まれた。沖縄師範学校を卒業し、1898年（明治31年）、沖縄県国頭小学校校長となり、1905年（明治38年）には東京市東陽小学校校長に就任した。その後、日本大学に入り、1909年（明治42年）に卒業した。同年、司法官試補となったが、翌年に退官し、東京で弁護士を開業した。
帰郷して1920年（大正9年）5月、第14回衆議院議員総選挙（鹿児島県第8区、立憲政友会公認）で当選。1924年（大正13年）5月の第15回総選挙（鹿児島県第8区、政友本党公認）でも再選され、最後は新党倶楽部に所属し衆議院議員に連続2期在任した。この間、黒糖消費税の減税、小学校教員給与の国庫補助実現などに尽力した。1927年5月、議員在任中に死去した。墓所は多磨霊園。
その他、福徳銀行監査役を務めた。
2005年（平成17年）、龍郷町の5人目の名誉町民となる。